# Special Olympics Cayman Islands
Special Olympics Kaimaninseln (englisch: Special Olympics Cayman Islands) ist der kaimanische Verband von Special Olympics International, der weltweit größten Sportbewegung für Menschen mit geistiger Beeinträchtigung und Mehrfachbeeinträchtigung. Ziel ist die sportliche Förderung dieser Personengruppe und die Sensibilisierung der Gesellschaft für sie. Außerdem betreut der Verband die kaimanischen Athletinnen und Athleten bei den Special Olympics Wettbewerben.

## Geschichte
Special Olympics Kaimaninseln wurde 1988 mit Sitz in Grand Cayman gegründet.

## Aktivitäten
2021 waren 168 Athletinnen, Athleten und Unified Partner sowie 43 Trainer bei Special Olympics Kaimaninseln registriert. 2023 waren es 175 Athletinnen und Athleten und 20 Unified Partner und 300 Trainerinnen, Trainer und Freiwillige.
Der Verband nahm 2022 an den Programmen Law Enforcement Torch Run (LETR), Athlete Leadership, Healthy Athletes, Young Athletes, Family Support Network und Unified Sports teil, die von Special Olympics International ins Leben gerufen worden waren.

### Sportarten
Folgende Sportarten wurden 2022 vom Verband angeboten:
- Basketball (Special Olympics)
- Boccia (Special Olympics)
- Freiwasserschwimmen (Special Olympics)
- Fußball (Special Olympics)
- Leichtathletik (Special Olympics)
- Schwimmen (Special Olympics)

### Teilnahme an Weltspielen vor 2020
(Quelle:)
- 2007 Special Olympics World Summer Games, Shanghai, China (4 Athletinnen und Athleten)
- 2011 Special Olympics World Summer Games, Athen (9 Athletinnen und Athleten)
- 2015 Special Olympics World Summer Games, Los Angeles, USA (27 Athletinnen und Athleten)
- 2019 Special Olympics, World Summer Games, Abu Dhabi (26 Athletinnen und Athleten)[3]

### Teilnahme an den Special Olympics World Summer Games 2023 in Berlin
Special Olympics Kaimaninseln nahm in den Sportarten Leichtathletik, Schwimmen und Kraftdreikampf an den Special Olympics World Summer Games 2023 teil. Die Delegation umfasste 16 Athletinnen und Athleten und wurde vor den Spielen im Rahmen des Host Town Program von Krefeld betreut. Das Team gewann bei diesen Weltspielen zwei Gold-, drei Silber- und acht Bronzemedaillen.